# Morti nel 1863

## Gennaio(20)
- 2 gennaio - Enrico Misley, avvocato e patriota italiano (n. 1801)
- 4 gennaio - John Branch, politico statunitense (n. 1782)
- 4 gennaio - William Dunn Moseley, politico statunitense (n. 1795)
- 5 gennaio - Sergente Romano, militare e brigante italiano (n. 1833)
- 12 gennaio - Alexandre-Philippe Andryane, rivoluzionario e politico francese (n. 1797)
- 14 gennaio - Michail Michajlovič Naryškin, ufficiale russo (n. 1798)
- 17 gennaio - Francesco Bruni, vescovo cattolico italiano (n. 1802)
- 17 gennaio - Antonio Locaso, brigante italiano (n. 1841)
- 17 gennaio - Horace Vernet, pittore e fotografo francese (n. 1789)
- 18 gennaio - Mangas Coloradas, condottiero nativo americano (n. 1793)
- 18 gennaio - Sa'id Pascià, politico egiziano (n. 1822)
- 23 gennaio - Domenico Beccadelli di Bologna, politico italiano (n. 1826)
- 24 gennaio - Luigi Malaspina, politico italiano (n. 1809)
- 25 gennaio - Andrew H. Mickle, politico statunitense (n. 1805)
- 25 gennaio - Tat'jana Šlykova, soprano, ballerina e attrice teatrale russa (n. 1773)
- 27 gennaio - Edward Robinson, teologo statunitense (n. 1794)
- 28 gennaio - Lubize, drammaturgo e librettista francese (n. 1798)
- 29 gennaio - Archibald Mosman, imprenditore scozzese (n. 1799)
- 31 gennaio - Henry Petty-Fitzmaurice, III marchese di Lansdowne, politico inglese (n. 1780)
- 31 gennaio - Gioacchino Prati, patriota italiano (n. 1790)

## Febbraio(21)
- 2 febbraio - Johann Jacob Guggenbühl, medico svizzero (n. 1816)
- 4 febbraio - Giuseppe Lillo, compositore italiano (n. 1814)
- 5 febbraio - Nikolaj Aleksandrovič Ščerbatov, nobile e ufficiale russo (n. 1800)
- 6 febbraio - Christoph Bernoulli, economista e naturalista svizzero (n. 1782)
- 6 febbraio - Carl Ludwig Frommel, pittore e incisore tedesco (n. 1789)
- 6 febbraio - Matthias Schraudolph, pittore tedesco
- 7 febbraio - Fortunato Duranti, pittore e collezionista d'arte italiano (n. 1787)
- 10 febbraio - Giuseppe Collignon, pittore italiano (n. 1778)
- 12 febbraio - Jane Pierce, first lady statunitense (n. 1806)
- 15 febbraio - Domenico Lo Faso Pietrasanta, architetto, archeologo e letterato italiano (n. 1783)
- 16 febbraio - Pierre-Médard Diard, naturalista e esploratore francese (n. 1794)
- 16 febbraio - Léon Nicolas Godard, presbitero e docente francese (n. 1825)
- 17 febbraio - Antoni Gómez i Cros, pittore, litografo e illustratore spagnolo (n. 1809)
- 21 febbraio - Enrico Marconi, architetto italiano (n. 1792)
- 22 febbraio - Daniel Frederik Eschricht, zoologo, fisiologo e anatomista danese (n. 1798)
- 24 febbraio - Carlo Francesco Caccia, funzionario e politico italiano (n. 1789)
- 24 febbraio - Pasquale Forgione, brigante italiano (n. 1836)
- 24 febbraio - Anton Günther, filosofo austriaco (n. 1783)
- 25 febbraio - Laure Cinti-Damoreau, soprano e compositrice francese (n. 1801)
- 28 febbraio - Pietro Carlo Maria Vial de Maton, generale francese (n. 1777)
- 28 febbraio - Vittorio della Rovere, fotografo e gesuita italiano (n. 1811)

## Marzo(17)
- 3 marzo - Benedetto Bunico, politico italiano (n. 1801)
- 5 marzo - Agostino Porrino, ingegnere, militare e politico italiano (n. 1816)
- 7 marzo - Paolo Appiani di Castelletto, politico italiano (n. 1792)
- 7 marzo - Bartolomeo Bosco, illusionista italiano (n. 1793)
- 8 marzo - Stanislao Cordero di Pamparato, militare e politico italiano (n. 1797)
- 9 marzo - John Gully, pugile e politico inglese (n. 1783)
- 11 marzo - James Outram, I baronetto, militare britannico (n. 1803)
- 13 marzo - Girolamo Tornielli di Borgo Lavezzaro, politico italiano (n. 1790)
- 14 marzo - Maria Augusta di Sassonia, principessa sassone (n. 1782)
- 18 marzo - Pietro Luigi Albini, giurista e politico italiano (n. 1807)
- 20 marzo - Ottaviano Fabrizio Mossotti, matematico, fisico e astronomo italiano (n. 1791)
- 21 marzo - Edwin Vose Sumner, generale statunitense (n. 1797)
- 23 marzo - William John Burchell, esploratore e naturalista britannico (n. 1781)
- 26 marzo - Henry FitzRoy, V duca di Grafton, nobile e politico britannico (n. 1790)
- 30 marzo - Karl August von Brandenstein, generale prussiano (n. 1792)
- 30 marzo - Auguste Bravais, fisico, cristallografo e meteorologo francese (n. 1811)
- 30 marzo - Giuseppe Cosenza, cardinale e arcivescovo cattolico italiano (n. 1788)

## Aprile(20)
- 1º aprile - Jakob Steiner, matematico svizzero (n. 1796)
- 3 aprile - Miguel de San Román, politico peruviano (n. 1802)
- 4 aprile - John Howell, inventore, imprenditore e scrittore britannico (n. 1788)
- 10 aprile - Giovanni Battista Amici, ingegnere, matematico e fisico italiano (n. 1786)
- 10 aprile - Benedetto Colonna Barberini di Sciarra, cardinale italiano (n. 1788)
- 10 aprile - Dorothea von Ficquelmont, nobile russa (n. 1804)
- 10 aprile - Domenico Spinelli, archeologo e numismatico italiano (n. 1788)
- 11 aprile - Pietro Betti, medico italiano (n. 1784)
- 11 aprile - Stanislas Verroust, compositore e oboista francese (n. 1814)
- 13 aprile - George Cornewall Lewis, politico e letterato britannico (n. 1806)
- 15 aprile - Alfred Moquin-Tandon, naturalista, botanico e medico francese (n. 1804)
- 16 aprile - François Victor Masséna, nobile e ornitologo francese (n. 1799)
- 17 aprile - John Colborne, I barone Seaton, generale britannico (n. 1778)
- 19 aprile - Paul Constant Billot, botanico francese (n. 1796)
- 26 aprile - Karl Friedrich Köppen, filosofo tedesco (n. 1808)
- 27 aprile - Teobaldo Ciconi, giornalista, poeta e drammaturgo italiano (n. 1824)
- 28 aprile - Giovan Pietro Vieusseux, scrittore e editore italiano (n. 1779)
- 30 aprile - Pierre Pélissier, poeta francese (n. 1814)
- 30 aprile - Christian von Steven, entomologo e botanico russo (n. 1781)
- 30 aprile - Jean Vilain, militare francese (n. 1836)

## Maggio(22)
- 2 maggio - Théophile Bra, scultore e disegnatore francese (n. 1797)
- 2 maggio - Ruggero Settimo, ammiraglio e politico italiano (n. 1778)
- 3 maggio - Émile Loubon, pittore francese (n. 1809)
- 5 maggio - Paolo Emilio Beretta, politico italiano (n. 1817)
- 5 maggio - Francesco Nullo, patriota e militare italiano (n. 1826)
- 5 maggio - Wacław Żyliński, arcivescovo cattolico lituano (n. 1803)
- 7 maggio - Stefano Elia Marchetti, patriota e militare italiano (n. 1839)
- 7 maggio - Earl Van Dorn, generale statunitense (n. 1820)
- 8 maggio - Paolo Emilio Demi, scultore italiano (n. 1798)
- 8 maggio - Juan Francisco Giró, politico uruguaiano (n. 1791)
- 10 maggio - Thomas Jonathan Jackson, generale statunitense (n. 1824)
- 12 maggio - Radama II, re malgascio (n. 1829)
- 14 maggio - Ferdinand Beyer, pianista e compositore tedesco (n. 1803)
- 14 maggio - Michele Garicoïts, presbitero francese (n. 1797)
- 14 maggio - Pietro Pisanello, farmacista italiano (n. 1816)
- 14 maggio - Émile Prudent, pianista e compositore francese (n. 1817)
- 18 maggio - Alberto La Marmora, generale, naturalista e cartografo italiano (n. 1789)
- 20 maggio - Salvatore da Ozieri, arcivescovo cattolico italiano (n. 1795)
- 22 maggio - Alberto Cavos, architetto italiano (n. 1800)
- 23 maggio - Virgilio Trettenero, matematico e astronomo italiano (n. 1822)
- 25 maggio - Peter Andreas Munch, storico norvegese (n. 1810)
- 31 maggio - Giuseppe Maria de Gerbaix, generale italiano (n. 1784)

## Giugno(19)
- 1º giugno - Massimiliano Giuseppe d'Austria-Este, generale austriaco (n. 1782)
- 6 giugno - Carlo Armellini, giurista e politico italiano (n. 1777)
- 7 giugno - Franz Xaver Gruber, compositore austriaco (n. 1787)
- 7 giugno - Michail Vasil'evič Paškov, generale russo (n. 1802)
- 9 giugno - Dost Mohammed Khan, politico afghano (n. 1793)
- 12 giugno - Pietro Alfieri, musicologo, compositore e presbitero italiano (n. 1801)
- 14 giugno - Jean-Baptiste Joseph Debay, scultore belga (n. 1779)
- 15 giugno - Johannes Baptista van Acker, pittore belga (n. 1794)
- 16 giugno - Ludwig Förster, architetto austriaco (n. 1797)
- 20 giugno - Vincenzo Flauti, matematico italiano (n. 1782)
- 20 giugno - Joseph Russegger, geologo austriaco (n. 1802)
- 20 giugno - Luigi Felice Rossi, compositore e critico musicale italiano (n. 1805)
- 25 giugno - Johann Karl Ehrenfried Kegel, agronomo e esploratore tedesco (n. 1784)
- 28 giugno - Armand-François Jouslin de La Salle, giornalista, drammaturgo e regista francese (n. 1794)
- 28 giugno - Victor Loche, militare e naturalista francese (n. 1806)
- 29 giugno - Ferdinando di Danimarca, principe danese (n. 1792)
- 29 giugno - Claude-Antoine Girard, politico francese (n. 1803)
- 30 giugno - Alphonse de Polignac, matematico francese (n. 1826)
- 30 giugno - Tun Mutahir di Pahang, sovrano malese (n. 1813)

## Luglio(25)
- 1º luglio - John Fulton Reynolds, generale statunitense (n. 1820)
- 3 luglio - Richard Brooke Garnett, generale statunitense (n. 1817)
- 3 luglio - Piccolo Corvo, politico nativo americano (n. 1810)
- 3 luglio - Alexander Henry Rhind, antiquario e egittologo britannico (n. 1833)
- 5 luglio - Lewis Addison Armistead, militare statunitense (n. 1817)
- 7 luglio - Nicolas Charles Victor Oudinot, generale francese (n. 1791)
- 8 luglio - William Hamilton, XI duca di Hamilton, nobile scozzese (n. 1811)
- 8 luglio - Francis Patrick Kenrick, arcivescovo cattolico irlandese (n. 1796)
- 9 luglio - Christian Friedrich von Stockmar, politico belga (n. 1787)
- 10 luglio - Mariano Stabile, patriota e politico italiano (n. 1806)
- 11 luglio - Tanaka Shinbei, samurai giapponese (n. 1832)
- 17 luglio - Jacob Heinrich Wilhelm Lehmann, astronomo tedesco (n. 1800)
- 17 luglio - James Johnston Pettigrew, generale statunitense (n. 1828)
- 18 luglio - Robert Gould Shaw, militare statunitense (n. 1837)
- 18 luglio - William Dorsey Pender, generale statunitense (n. 1834)
- 21 luglio - Waller Patton, militare statunitense (n. 1835)
- 24 luglio - Padre Davide da Bergamo, religioso, organista e compositore italiano (n. 1791)
- 25 luglio - El Pipila, rivoluzionario messicano (n. 1782)
- 26 luglio - John Jordan Crittenden, politico statunitense (n. 1786)
- 26 luglio - Sam Houston, generale e politico statunitense (n. 1793)
- 26 luglio - Emma Livry, ballerina francese (n. 1842)
- 27 luglio - Traugott Faber, pittore, incisore e litografo tedesco (n. 1786)
- 27 luglio - Federico di Prussia, generale prussiano (n. 1794)
- 28 luglio - Bernardo Celentano, pittore italiano (n. 1835)
- 28 luglio - Constantine Phipps, I marchese di Normanby, politico inglese (n. 1797)

## Agosto(19)
- 1º agosto - Jind Kaur, indiana
- 3 agosto - Giovanni Corrao, generale, patriota e rivoluzionario italiano (n. 1822)
- 8 agosto - Achille Tonni-Bazza, patriota italiano (n. 1836)
- 9 agosto - Krishna Bahadur Rana, politico nepalese (n. 1823)
- 10 agosto - Marija Nikolaevna Raevskaja, nobildonna russa (n. 1806)
- 13 agosto - Eugène Delacroix, artista e pittore francese (n. 1798)
- 14 agosto - Colin Campbell, generale britannico (n. 1792)
- 16 agosto - Lorenzo Berlese, abate e botanico italiano (n. 1784)
- 16 agosto - Giuseppe Antonio Borgnis, ingegnere e architetto italiano (n. 1781)
- 18 agosto - Adrien Barralis, politico francese (n. 1818)
- 18 agosto - Conrad Petrasch, militare e ingegnere austriaco (n. 1807)
- 18 agosto - Lorenzo de Cardenas, politico italiano (n. 1791)
- 19 agosto - Pietro Marini, cardinale italiano (n. 1794)
- 19 agosto - Alessandro Carlo di Anhalt-Bernburg, nobile (n. 1805)
- 20 agosto - Francesco Masini, compositore italiano (n. 1804)
- 26 agosto - John Buchanan Floyd, politico statunitense (n. 1806)
- 28 agosto - Eilhard Mitscherlich, chimico tedesco (n. 1794)
- 30 agosto - Bocage, attore teatrale francese (n. 1801)
- 31 agosto - Valentin Veigl von Kriegeslohn, generale austriaco (n. 1802)

## Settembre(21)
- 2 settembre - Camillo Romanino, flautista italiano (n. 1803)
- 5 settembre - Giuseppe La Farina, patriota, saggista e politico italiano (n. 1815)
- 10 settembre - Franz Abart, scultore austriaco (n. 1769)
- 10 settembre - Nicola Napolitano, brigante italiano (n. 1838)
- 10 settembre - John Townshend, IV marchese Townshend, ufficiale inglese (n. 1798)
- 11 settembre - Johann Wilhelm Schirmer, pittore tedesco (n. 1807)
- 15 settembre - Carlo Augusto Brunetta d'Usseaux, generale italiano (n. 1811)
- 17 settembre - Charles Robert Cockerell, architetto e archeologo britannico (n. 1788)
- 17 settembre - Józef Korzeniowski, scrittore polacco (n. 1797)
- 17 settembre - José Muñoz y Borbón, nobile spagnolo (n. 1843)
- 17 settembre - Alfred de Vigny, poeta, scrittore e militare francese (n. 1797)
- 18 settembre - Bernardo Ugo, militare italiano (n. 1804)
- 19 settembre - Francesco Simonetta, patriota e politico italiano (n. 1813)
- 20 settembre - Fratelli Grimm, scrittore tedesco (n. 1785)
- 20 settembre - Jacob Grimm, filologo, linguista e scrittore tedesco (n. 1785)
- 23 settembre - Gian Vincenzo Pellicciotti, patriota, poeta e giornalista italiano (n. 1820)
- 23 settembre - Juan Francisco de Vidal, politico peruviano (n. 1800)
- 23 settembre - Johannes Voigt, storico tedesco (n. 1786)
- 26 settembre - Frederick William Faber, teologo, scrittore e religioso britannico (n. 1814)
- 30 settembre - Giovanni Battista Schiapparelli, chimico e farmacista italiano (n. 1795)
- 30 settembre - Pietro Sterbini, politico e giornalista italiano (n. 1793)

## Ottobre(15)
- 1º ottobre - Ebenezer Emmons, geologo e botanico statunitense (n. 1799)
- 2 ottobre - Justinus Van der Brugghen, politico belga (n. 1804)
- 4 ottobre - Gerrit Schimmelpenninck, politico olandese (n. 1794)
- 6 ottobre - Frances Trollope, scrittrice inglese (n. 1780)
- 7 ottobre - Damiano Vellucci, brigante italiano (n. 1835)
- 8 ottobre - Richard Whately, arcivescovo anglicano, logico e teologo britannico (n. 1787)
- 9 ottobre - Giuseppe Leoni, architetto svizzero (n. 1803)
- 10 ottobre - Cesare de Horatiis, patriota italiano (n. 1812)
- 13 ottobre - Adolphe Billault, politico e avvocato francese (n. 1805)
- 13 ottobre - Philippe Antoine d'Ornano, generale francese (n. 1784)
- 14 ottobre - Antonio Brignole Sale, politico e diplomatico italiano (n. 1786)
- 19 ottobre - Francesco Sampieri, compositore italiano (n. 1790)
- 22 ottobre - Johann Friedrich Böhmer, storico, diplomatista e bibliotecario tedesco (n. 1795)
- 31 ottobre - Joseph von Arneth, numismatico e archeologo austriaco (n. 1791)
- 31 ottobre - Louis Blenker, generale e rivoluzionario tedesco (n. 1812)

## Novembre(17)
- 2 novembre - James Bunstone Bunning, architetto britannico (n. 1802)
- 4 novembre - Robert Hay, esploratore, antiquario e egittologo scozzese (n. 1799)
- 9 novembre - Ludwig Döderlein, filologo classico tedesco (n. 1791)
- 11 novembre - Manuel Basilio Bustamante, politico uruguaiano (n. 1785)
- 12 novembre - Charles Cavendish, I barone Chesham, politico inglese (n. 1793)
- 13 novembre - Ignacio Comonfort, militare e politico messicano (n. 1812)
- 15 novembre - Federico VII di Danimarca, re danese (n. 1808)
- 17 novembre - John Brown, compositore di scacchi britannico (n. 1827)
- 18 novembre - August Beer, fisico, chimico e matematico tedesco (n. 1825)
- 20 novembre - James Bruce, VIII conte di Elgin, nobile e diplomatico scozzese (n. 1811)
- 21 novembre - George Alexander Hoskins, avvocato e scrittore britannico (n. 1802)
- 21 novembre - Josef Mayseder, violinista e compositore austriaco (n. 1789)
- 23 novembre - Juraj Tvrdý, presbitero e patriota slovacco (n. 1780)
- 26 novembre - Natal'ja Nikolaevna Gončarova, russa (n. 1812)
- 27 novembre - Gaetano De Peppo, politico italiano (n. 1804)
- 27 novembre - Giuseppe Jacquemoud, magistrato e politico italiano (n. 1802)
- 30 novembre - Kamehameha IV delle Hawaii, sovrano (n. 1834)

## Dicembre(21)
- 2 dicembre - Giuseppe Maria Talucchi, architetto italiano (n. 1782)
- 3 dicembre - Christine Roux, attrice e modella francese (n. 1820)
- 3 dicembre - Francesco Zanotto, storico dell'arte italiano (n. 1794)
- 5 dicembre - Otto Deiters, anatomista e neurologo tedesco (n. 1834)
- 13 dicembre - Charles Christofle, orafo e imprenditore francese (n. 1805)
- 13 dicembre - Friedrich Hebbel, poeta e drammaturgo tedesco (n. 1813)
- 14 dicembre - Manuel Blanco Romasanta, criminale spagnolo (n. 1809)
- 17 dicembre - Stanislao Bechi, militare italiano (n. 1828)
- 18 dicembre - Pasquale De Rossi, politico italiano (n. 1794)
- 18 dicembre - Lorenzo Isnardi, religioso, insegnante e storico italiano (n. 1802)
- 18 dicembre - Niccolò Lami, giurista italiano (n. 1793)
- 18 dicembre - Aleksandr Nikolaevič Murav'ëv, generale, politico e nobile russo (n. 1792)
- 19 dicembre - Carlo Zucchi, generale italiano (n. 1777)
- 20 dicembre - Giovanni Tommaso Neuschel, arcivescovo cattolico ungherese (n. 1780)
- 21 dicembre - Giuseppe Gioachino Belli, poeta italiano (n. 1791)
- 22 dicembre - Michele Caruso, brigante italiano (n. 1837)
- 24 dicembre - Pietro Monaco, brigante italiano (n. 1836)
- 24 dicembre - William Makepeace Thackeray, scrittore britannico (n. 1811)
- 27 dicembre - Cesare Leopoldo Bixio, politico italiano (n. 1799)
- 30 dicembre - Carlo Fraccacreta, politico italiano (n. 1804)
- 30 dicembre - Constantin Wilhelm Lambert Gloger, zoologo e ornitologo tedesco (n. 1803)

## Senza giorno specificato(20)
- John James Abert, militare e esploratore statunitense (n. 1788)
- Tommaso Azzocchi, letterato, presbitero e traduttore italiano (n. 1791)
- Domenico Bruschi, botanico e avvocato italiano (n. 1787)
- John Bull, pastore protestante, medico e politico statunitense (n. 1803)
- Frances Clayton, militare statunitense (n. 1830)
- Filippo Colini, baritono italiano (n. 1811)
- Étienne-Jean Delécluze, pittore e scrittore francese (n. 1781)
- Josephine Ettel Kablick, botanica e paleontologa ceca (n. 1787)
- Angelo Gatti Grami, patriota italiano (n. 1805)
- Giovanni Grasso, impresario teatrale italiano
- Lalla Fadhma n'Soumer, mistica e condottiera berbera (n. 1830)
- Narendra Narayan, indiano (n. 1841)
- Jonas Offrell, inventore svedese (n. 1803)
- Nikolaj Gerasimovič Pomjalovskij, scrittore russo (n. 1835)
- Giovanni Rustici, patriota italiano (n. 1823)
- Paolo Samengo, danzatore e coreografo italiano (n. 1797)
- Tsugphud Namgyal, sovrano indiano (n. 1785)
- Iancu Văcărescu, poeta, scrittore e drammaturgo romeno (n. 1792)
- Pedro Sainz de Andino, giurista spagnolo (n. 1786)
- Antonio de Brugada, pittore spagnolo (n. 1804)